# Békéscsaba
Békéscsaba je mesto in sedež županije na Madžarskem, ki upravno spada v podregijo Békéscsabai Županije Békés.